# Єнковиці (Олесницький повіт)
Єнковиці (пол. Jenkowice, нім. Jenkwitz) — село в Польщі, у гміні Олесниця Олесницького повіту Нижньосілезького воєводства.
Населення — 384 особи (2011).
У 1975-1998 роках село належало до Вроцлавського воєводства.

## Демографія
Демографічна структура станом на 31 березня 2011 року:
|          | Загалом | Допрацездатний вік | Працездатний вік | Постпрацездатний вік |
| -------- | ------- | ------------------ | ---------------- | -------------------- |
| Чоловіки | 192     | 49                 | 136              | 7                    |
| Жінки    | 192     | 48                 | 123              | 21                   |
| Разом    | 384     | 97                 | 259              | 28                   |